# Hà hoàng hậu (Hán Linh Đế)
Linh Tư Hà hoàng hậu (chữ Hán: 靈思何皇后, ? - 30 tháng 9 năm 189), còn gọi Đông Hán Hà thái hậu (東漢何太后), là Hoàng hậu thứ hai của Hán Linh Đế Lưu Hoằng, sinh mẫu của Hán Thiếu Đế Lưu Biện trong lịch sử Trung Quốc. Cùng với anh trai của bà là Đại tướng quân Hà Tiến, bà đã đưa con trai mình là Lưu Biện lên ngôi, trở thành Hoàng thái hậu lâm triều nhiếp chính, dùng quyền lực điều khiển triều đình sau cái chết của Hán Linh Đế. Bà mâu thuẫn gay gắt với mẹ chồng là Hiếu Nhân Đổng Hoàng hậu, cuối cùng Hà Tiến mời một quân phiệt có thế lực là Đổng Trác về kinh, gây nên một cơn phong ba trong triều, góp phần lớn làm tàn hại cơ nghiệp của Đông Hán.

## Tiểu sử
Không giống như hầu hết các Hoàng hậu nhà Hán, Hà thị không xuất thân từ gia đình quý tộc. Cha bà là một đồ tể bán thịt ở huyện Uyển, quận Nam Dương (南阳宛县; nay thuộc Nam Dương, tỉnh Hà Nam). Phụ thân Hà Chân (何真), mẹ là Hưng (興; không rõ họ), sinh ra Hà thị cùng Hà Tiến. Sau Thị Hưng lấy một người họ Chu sinh ra Hà Miêu (何苗).
Thời Hán Linh Đế, thông qua tuyển chọn cung nữ, Hà thị nhập Dịch đình, được Hán Linh Đế sủng hạnh mà trở thành phi tần trong Dịch đình. Năm Gia Bình thứ 5 (176), Hà thị sinh cho Hán Linh Đế con trai thứ hai là Lưu Biện. Khi ấy các Hoàng tử của Linh Đế sinh ra đều chết non, Linh Đế đem Lưu Biện cho một Đạo sĩ họ Sử nuôi nấng, từ ấy có hiệu gọi là Sử hầu (史侯). Hà thị nhờ "Mẫu dĩ tử quý" mà chính thức tấn phong Quý nhân. Trong cung, Hà quý nhân có tiếng tính tình quật cường lại hay đố kị, cậy công sinh hạ Hoàng tử, nên không biết sợ ai.

## Hoàng hậu nhà Hán
Năm Quang Hòa nguyên niên (178), Hán Linh Đế tin lời Trung thường thị Vương Phủ, phế truất và giam cầm Tống hoàng hậu. Tống hậu qua đời trong bạo thất. Năm thứ 3 (180), ngày 5 tháng 12, Hán Linh Đế lập Hà quý nhân làm Kế hậu.
Sau khi đăng vị Trung cung, cha của Hà hoàng hậu là Hà Chân được truy tặng Xa Kị tướng quân, tước Vũ Dương hầu (舞阳侯), thụy Tuyên Đức (宣德); mẹ của bà được phong tước Vũ Dương quân (舞陽君). Anh trai bà là Hà Tiến thăng quan nhanh chóng, từ Lang trung lên Tương tác đại tướng (將作大匠), rồi Hà Nam doãn (河南尹). Tại hậu cung, Hà hoàng hậu rất hay ganh ghét và hãm hại phi tần khiến ai ai cũng đều sợ. Khi ấy, Vương mỹ nhân của Hán Linh Đế đã sinh một con trai tên là Lưu Hiệp. Hà hoàng hậu bèn ám sát Vương mỹ nhân bằng cách bỏ thuốc độc vào cháo. Hán Linh Đế rất tức giận và muốn phế bà, nhờ hoạn quan xin giúp nên bà đã không bị phế ngôi. Hán Linh Đế gửi hoàng tử Lưu Hiệp cho mẹ ruột là Hiếu Nhân Đổng hoàng hậu nuôi dưỡng để đảm bảo an toàn, không bị Hà hậu sát hại.
Năm Trung Bình nguyên niên (184), diễn ra khởi nghĩa Khăn Vàng. Anh trai Hà hậu là Hà Tiến được phong Đại tướng quân (大将军), dẫn binh trấn áp cuộc khởi nghĩa, lập được đại công. Do công lao lớn, Hà Tiến được phong Thận hầu (慎侯). Năm thứ 4 (187), có giặc Huỳnh Dương, em trai Hà Tiến là Hà Nam doãn Hà Miêu được phái đi trấn dẹp. lập đại công, được bái Xa Kỵ tướng quân, phong Tế Dương hầu (濟暘侯). Lúc này gia tộc Hà thị hưng thịnh, Hà hoàng hậu lại càng có địa vị vững chắc trong triều đình.
Khi các hoàng tử đã lớn, Hán Linh Đế buộc phải chọn cho ngôi vị Hoàng thái tử. Lưu Biện ra đời trước, nhưng Hán Linh đế thấy đứa con này không đủ trí tuệ nên không muốn lập Trữ. Mặc dù Đổng thái hậu cất nhắc Lưu Hiệp nhưng Linh Đế vì sủng ái Hà hậu, lại xem trọng anh trai bà là Đại tướng quân Hà Tiến nên chần chừ không quyết định.

## Thái hậu nhà Hán

### Diệt họ Đổng
Năm Trung Bình thứ 6 (189), tháng 4, Hán Linh Đế băng hà. Hà Tiến lúc này đã khống chế triều đình, lập Lưu Biện, con của Hà hoàng hậu lên ngôi, tức là Hán Thiếu Đế. Hà hậu được tôn Hoàng thái hậu, lâm triều nhiếp chính. Đại tướng quân Hà Tiến cùng Thái phó Viên Ngỗi phụ chính.
Ngay sau đó, Hà thái hậu lại đối đầu với một thế lực khác. Mẹ của Hán Linh Đế là Đổng thái hậu vốn không vừa ý việc nhà họ Hà nắm quyền, từng nhiều lần khuyên Linh Đế lập con của Vương mỹ nhân là Lưu Hiệp làm Thái tử, nhưng Hán Linh Đế đột ngột qua đời nên không thành. Vì duyên cớ này mà quan hệ mẹ chồng-nàng dâu vô cùng gay gắt. Cùng là ngoại thích, cháu trai Đổng thái hậu là Đổng Trọng được phong Phiêu Kỵ tướng quân, còn anh trai Hà thái hậu là Hà Tiến được phong Đại tướng quân, thực lực tương đương, vì vậy mà hai bên kình địch nhau như lửa với nước. Vì ảnh hưởng chính trị, Đại tướng quân Hà Tiến có hiềm khích và mâu thuẫn gay gắt với hoạn quan, trong khi đó Đổng thái hậu lại thân cận với lực lượng này. Đổng thị cũng mâu thuẫn với Hà thái hậu, mỗi lần Đổng thị muốn can dự triều chính, Hà thái hậu đều ngăn cản vì tự cho mình là Hoàng hậu danh chính ngôn thuận của Đại Hán, trở thành Hoàng thái hậu lâm triều là hợp tình hợp lý, còn Đổng thị vốn chỉ là vợ của Hiếu Nhân hoàng - sinh phụ của Hán Linh Đế, địa vị không có. Mắt thấy nhà họ Hà lấn át quyền lợi của mình, Đổng thái hậu uất ức mắng:"Ngươi oai vệ gì? Cậy thế anh ngươi à? Ta bảo Phiêu kỵ tướng quân giết anh ngươi dễ như trở bàn tay!". Hà thái hậu giận dữ bèn nói với Hà Tiến, cả hai càng nung nấu ý định diệt trừ nhà họ Đổng.
Tháng 5 năm ấy, Đại tướng quân Hà Tiến cùng Tam công bàn họp các quan lại kể tội Hiếu Nhân Đổng hậu nhận tiền hối lộ của các địa phương. Tấu sớ nói:“Hiếu Nhân hoàng hậu sai Trung Bình hầu Hạ Uẩn, Vĩnh Lạc thái bộc Phong Tư cùng châu, quận quan phủ lẫn nhau cấu kết, lũng đoạn các nơi trân bảo tài hóa, toàn bộ đưa vào Vĩnh Lạc cung. Dựa theo lệ thường, Phiên quốc Vương hậu không thể lưu lại ở kinh thành, thỉnh đem bà ta dời hồi Hà Giang quốc”. Hà thái hậu phê chuẩn tấu chương này, Hà Tiến dẫn binh bao vây phủ đệ của Đổng Trọng, miễn trừ chức vụ, vì thế Đổng Trọng tự sát. Đổng thái hậu qua đời không lâu sau đó, hầu hết các tài liệu lịch sử cho rằng bà đã chết vì buồn phiền, nhưng một số truyện (trong đó có Tam quốc diễn nghĩa) kể rằng bà đã bị ép uống thuốc độc.

### Loạn Thập thường thị
Vào lúc đó, Trung thường thị Trương Nhượng và các hoạn quan, sử gọi Thập thường thị, có mâu thuẫn gay gắt với Hà Tiến, anh ruột của Hà thái hậu. Bởi vì các hoạn quan nhiều năm đã thành một thế lực mạnh, trong ngoài cấu kết cực kỳ củng cố. Hà Tiến vừa nắm quyền, xưa nay cũng kiêng kị bọn họ, không dễ bề nắm được quyền thế, cho nên Hà Tiến nhiều lần đề nghị Hà thái hậu bãi chức các hoạn quan, nhưng Hà thái hậu lại không chịu vì hoạn quan vốn là những người hầu hạ đắc lực trong cung cấm không thể bỏ đi; hơn nữa trước đây Hà thái hậu từng nhờ Thập thường thị can gián Hán Linh Đế nên không bị truất ngôi Hoàng hậu. Trương Nhượng đặc biệt được Hà thái hậu tin cậy và sủng ái nhất, do con trai nuôi của ông đã lấy em gái Thái hậu.
Thấy Hà thái hậu không chịu, có Viên Thiệu là dòng dõi Công khanh nhiều đời kiến nghị:"Hoàng môn Thường thị chiếm quyền đã lâu, lại còn Trường Lạc Thái hậu hưởng lạc thông dâm. Tướng quân nên tiến chọn hiền tài, khôi phục triều đình". Hà Tiến cho là phải, cùng Viên Thiệu và Viên Thuật, Phùng Kỷ (逢纪), Hà Ngung (何颙) rồi Tuân Du kết làm tâm phúc. Vì gợi ý của Viên Thiệu, Hà Tiến bèn sai người ra nói với Đổng Trác là Châu mục của Tịnh Châu, hãy "giả làm phản đòi dẹp hoạn quan", với mục đích là dọa Thái hậu phải bằng lòng bãi chức hoạn quan. Chủ bạ Trần Lâm (陈琳) khuyên can không thể rước họa vào nhà, nhưng Hà Tiến không nghe.
Mẹ của Hà thái hậu là Vũ Dương quân cùng Hà Miêu nhận hối lộ của hoạn quan, biết Hà Tiến muốn giết hết bọn họ, bèn nói với Hà thái hậu:"Đại tướng quân chuyên tàn sát thân tín, lấy đó áp chế Hoàng thượng". Hà thái hậu nghe thế càng hồ nghi Hà Tiến có thể tiếm vượt, nên càng không chịu kế hoạch của Hà Tiến.
Sau đó, Hà thái hậu nghe tin Đổng Trác sắp kéo quân vào Lạc Dương, trúng kế sợ hãi, vội ra chiếu cách chức các hoạn quan, chỉ giữ vài người tín nhiệm, đều là những Tiểu hoạn quan do Hà Tiến đề bạt. Điều này khiến Viên Thiệu không chịu, khuyên Hà Tiến dứt điểm hoàn toàn, nhưng Hà Tiến vẫn cứ trù tính, do đó Viên Thiệu giả truyền chỉ ý của Hà Tiến, lệnh các châu, quận lùng bắt thân thuộc của các hoạn quan, do đó các hoạn quan hốt hoảng, biết là sẽ sinh đại biến. Không thể chờ chết, sau khi bị bãi nhiệm, Trương Nhượng lại gọi con trai và con dâu dập đầu, con dâu ông vốn là em gái Hà thái hậu, nên Trương Nhượng nói:"Lão thần đắc tội, hẳn là nên về tư môn xám hối. Nhưng lão thần nhiều đời chịu ân, hiện tại muốn rời xa hoàng cung, nhất thời quyến luyến khó xá, thỉnh lại một lần tiến cung, có thể tạm thời vấn an Thái hậu. Khi lại thấy được ngọc nhan, có chết cũng không hối!". Con trai và con dâu Trương Nhượng đến xin Vũ Dương quân cầu tình, vốn Vũ Dương quân có nhận hối lộ của họ, nên vào cung nói lại với Hà thái hậu, do đó Thái hậu triệu tập các hoạn quan về lại trong cung phục sự như cũ.
Năm Quang Hi nguyên niên (189), tháng 8, Hà Tiến lại tới Trường Lạc cung để đề nghị Hà thái hậu không chỉ bãi miễn mà giết Trương Nhượng và tất cả các hoạn quan. Trong các hoạn quan có người nghe được chuyện bèn báo với Trương Nhượng, thế là Trương Nhượng cùng Đoàn Khuê giả truyền ý chỉ của Thái hậu để gọi một mình Hà Tiến vào cung, sau vội huy động vài mươi quân lính cầm binh khí phục sẵn, đợi lúc Hà Tiến ra cửa cung bèn đổ ra bắt sống, mang tới dưới lầu Thượng thư rồi kể tội vong ân bội nghĩa và giết chết trước Gia Đức điện.
Tin tức Hà Tiến bị giết truyền ra, thủ hạ của Hà Tiến là Viên Thiệu mang quân đánh vào hoàng cung giết hoạn quan báo thù cho Hà Tiến. Trong lúc hỗn loạn, Trương Nhượng cùng Đoàn Khuê dắt Hà thái hậu, Hán Thiếu Đế và Trần Lưu vương Lưu Hiệp chạy trốn từ đường phức đạo Nam cung ra Bắc cung. Đúng lúc đó Thượng thư Lư Thực cầm giáo chạy tới, giữ được Hà thái hậu. Nhóm hoạn quan sau đó bị truy đuổi, số nhảy xuống Hoàng Hà tự vẫn, số bị giết, trong đó có cả mẹ của Hà thái hậu là Vũ Dương quân.

### Bị Đổng Trác giết hại
Lúc này quân Đổng Trác vừa kéo tới, tìm được Hán Thiếu Đế và em là Trần Lưu vương Lưu Hiệp. Đổng Trác rất ấn tượng bởi sự nhanh trí của Lưu Hiệp, và toan tính phế Hán Thiếu Đế để lập Lưu Hiệp lên thay. Đổng Trác sau đó đã phế Hán Thiếu Đế xuống thành Hoằng Nông vương, và Hà thái hậu bị ép phải đồng ý. Hoàng tử Lưu Hiệp được lập, tức Hán Hiến Đế.
Nhìn Thiếu Đế Lưu Biện hạ điện, mặt bắc xưng thần, Thái hậu Hà thị nghẹn ngào rơi lệ, các đại thần đau khổ trong lòng nhịn đau, nhưng không có người dám nói chuyện. Đổng Trác sau đó cáo buộc Hà thái hậu đã hãm hại Vĩnh Lạc cung (tức Đổng thái hậu), làm trái đạo hiếu của con dâu và bà bị buộc phải chuyển đến Vĩnh An cung (永安宮). Cùng năm, vào ngày 30 tháng 9, Đổng Trác lệnh sai người đem rượu ban chết Hà thái hậu. Dù được hợp táng với Hán Linh Đế ở Văn Chiêu lăng (文昭陵), đám tang của bà không được hưởng các nghi lễ cho một Hoàng hậu. Thụy hiệu gọi Linh Tư hoàng hậu (靈思皇后).
Sang năm sau (190), con trai bà Hoằng Nông vương Lưu Biện bị Đổng Trác ép tự sát, năm 18 tuổi.

## Trong văn hoá đại chúng

### Tam quốc diễn nghĩa
Trong tiểu thuyết Tam Quốc diễn nghĩa của La Quán Trung, Hà thái hậu được mô tả khát sát với chính sử, nhưng đoạn bị ép chết có phần hư cấu và chi tiết hơn. Khi Đổng Trác vào kinh, bà bị lệnh cởi bỏ y phục, cùng Thiếu Đế và Đường phi đến Vĩnh An cung giam cầm. Sau đó, cả ba người dần lâm vào cảnh khốn cùng.
Hán Thiếu Đế ai oán làm thơ trách móc Đổng Trác, bèn bị Trác sai Lý Nho đưa rượu độc đến uống. Lý Nho toan nói là rượu mừng thọ dâng lên Hoàng đế, thì Thái hậu nói:"Nếu là rượu thọ, thì ngươi hãy uống trước đi". Lý Nho cả giận, thẳng thừng ép Thiếu Đế cùng Thái hậu uống. Thái hậu còn mắng to trách Hà Tiến vô dụng, lại dẫn giặc vào nhà, cả ba người ca hát bi thương từ biệt nhau. Lý Nho không chờ được càng giục, Thái hậu quát mắng:"Đổng tặc bức chết mẹ con ta, Hoàng Thiên cũng không dung! Ngươi giúp giặc làm điều ác, đến rồi ngươi cũng bị diệt tộc!". Lý Nho giận dữ xô Thái hậu rơi xuống lầu chết, sai Võ sĩ thắt cổ Đường phi còn chính mình tự tay rót rượu ép Thiếu Đế uống.

### Phim ảnh
| Năm  | Tên phim                       | Diễn viên             |
| 1976 | Tam Quốc xuân thu (三國春秋)   | Ngũ Tú Phương 伍秀芳  |
| 1987 | Điêu Thuyền (貂蝉)             | Vương Văn Cầm 王文琴  |
| 1994 | Tam quốc diễn nghĩa (三國演義) | Trịnh Thiên Vĩ 郑天玮 |